# Galeotto Franciotti della Rovere
Galeotto Franciotti della Rovere (1471 - 11 de setembro de 1508) foi um bispo e cardeal católico romano.
Della Rovere nasceu em Lucca em 1471, filho de Francesco Franciotti e Luchina della Rovere, membro da Casa de Della Rovere;  era sobrinho-neto do Papa Sisto IV e sobrinho do Papa Júlio II. Seu meio-irmão, Sisto Gara della Rovere, também se tornou um cardeal.
Ele foi eleito bispo de Lucca, em outubro ou novembro de 1503 e ocupou esse cargo até sua morte. Foi consagrado como bispo por seu tio, o Papa Júlio II.
O Papa Júlio II fez dele um cardeal-presbítero no consistório de 29 de novembro de 1503; recebendo o chapéu vermelho e o título presbiteral de San Pietro in Vincoli em 6 de dezembro de 1503.
Em 30 de agosto de 1504, se tornou o administrador apostólico da Sé de Benevento, e ocupou este cargo até sua morte. Tornou-se administrador da Sé de Cremona de 27 de maio de 1505, sustentando que cargo até pouco antes de sua morte. Foi Vice-Chanceler da Santa Igreja Romana de 31 de maio de 1505 até sua morte. Em maio de 1506, foi legado papal para Bolonha. Em agosto de 1507, se tornou administrador da Sé de Vicenza. Foi patrono das artes e um bom amigo do cardeal Giovanni de 'Medici, que mais tarde se tornou o Papa Leão X.
Morreu de febre em Roma, em 11 de setembro de 1508; sendo enterrado em Santi Apostoli, em Roma.